# Aspire Dome
Aspire Dome je zatvorena sportska dvorana u glavnom katarskom radu Dohi te je dom ASPIRE Akademiji za sportsku izvrsnost. Njihov moto je: "Aspire danas, inspiracija (eng. inspire) sutra".
Aspire Dome je dio kompleksa Doha Sports City koji uključuje Međunarodni stadion Khalifa, Aspire Tower te vodeni centar Hamad.

## Povijest
Sportska dvorana je otvorena 2005., dizajnirao ju je francuski arhitekt Roger Taillibert te ima 15.000 mjesta. Osim dvoranske atletike, u njoj se odvijaju košarkaške i odbojkaške utakmice te se održavaju koncerti. U dvorani su se 2006. održali neki sportski susreti Azijskih igara a 2010. IAAF-ovo Svjetsko dvoransko prvenstvo.

## Vanjske poveznice
- Službena web stranica
- Informacije o dvorani  Arhivirana inačica izvorne stranice od 27. prosinca 2010. (Wayback Machine)